# US Senior Open 2012

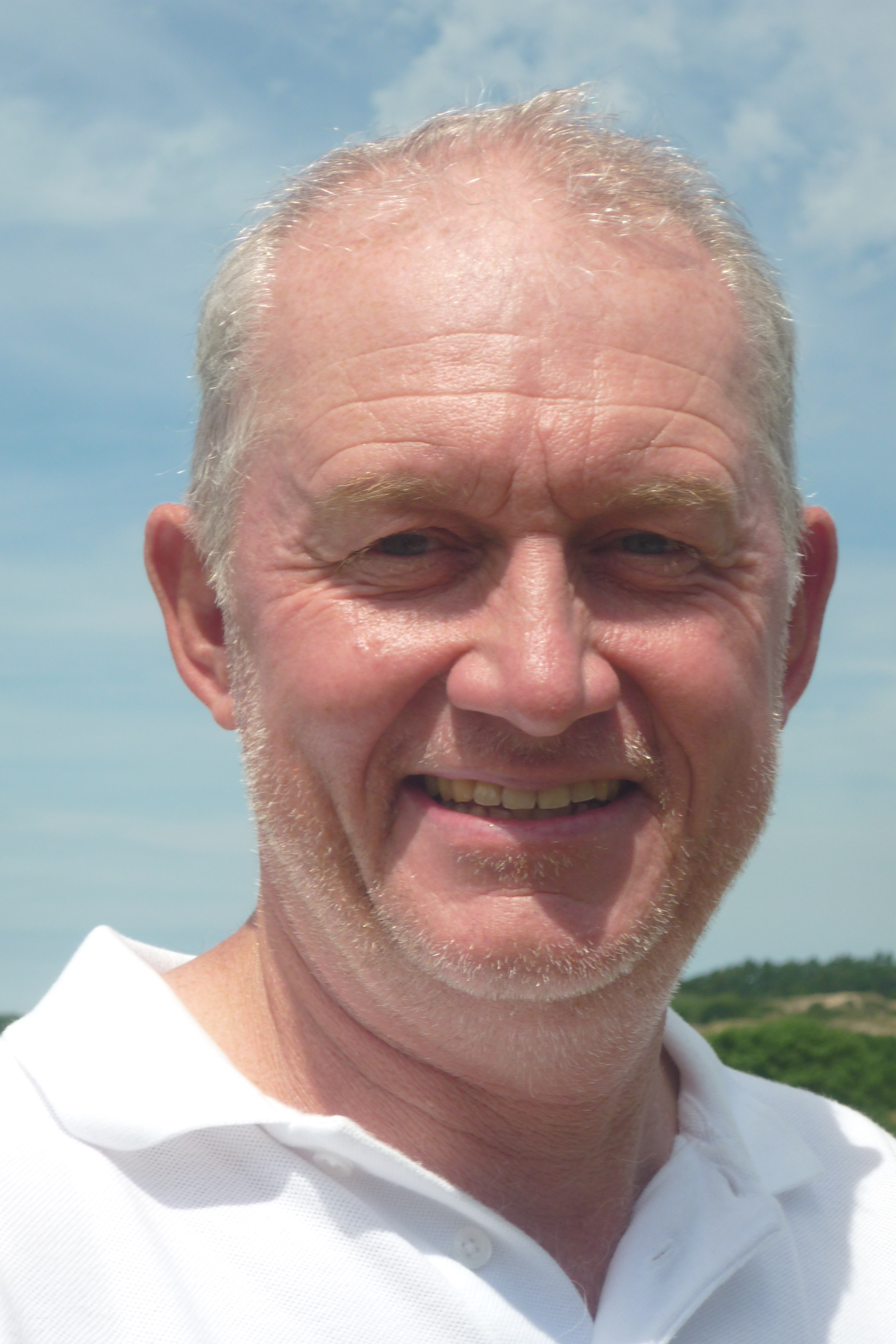
Roger Chapman, winnaar 2012

Het US Senior Open is een jaarlijks golftoernooi, georganiseerd door de United States Golf Association (USGA). Voor de Champions Tour geldt het toernooi als een van de Majors. De 33ste editie wordt in 2012 gespeeld van 12-15 juli op de baan van de Indianwood Golf & Country Club in Lake Orion, Michigan.

## Kwalificatie
Spelers zijn amateurs en professionals die vijftig jaar of ouder zijn op de eerste dag van het toernooi. Amateurs mogen maximaal handicap 3.4 hebben. In 2012 hebben zich 2479 spelers online ingeschreven, inclusief elf voormalige winnaars en 64 andere spelers die automatisch zijn gekwalificeerd. Ook worden enkele plaatsen gereserveerd voor de laatste winnaars van de Champions Tour.
Op 34 banen in de Verenigde Staten worden in juni voorrondes gespeeld over 18 holes.

## Verslag
De par van de baan is 70.

#### Ronde 1

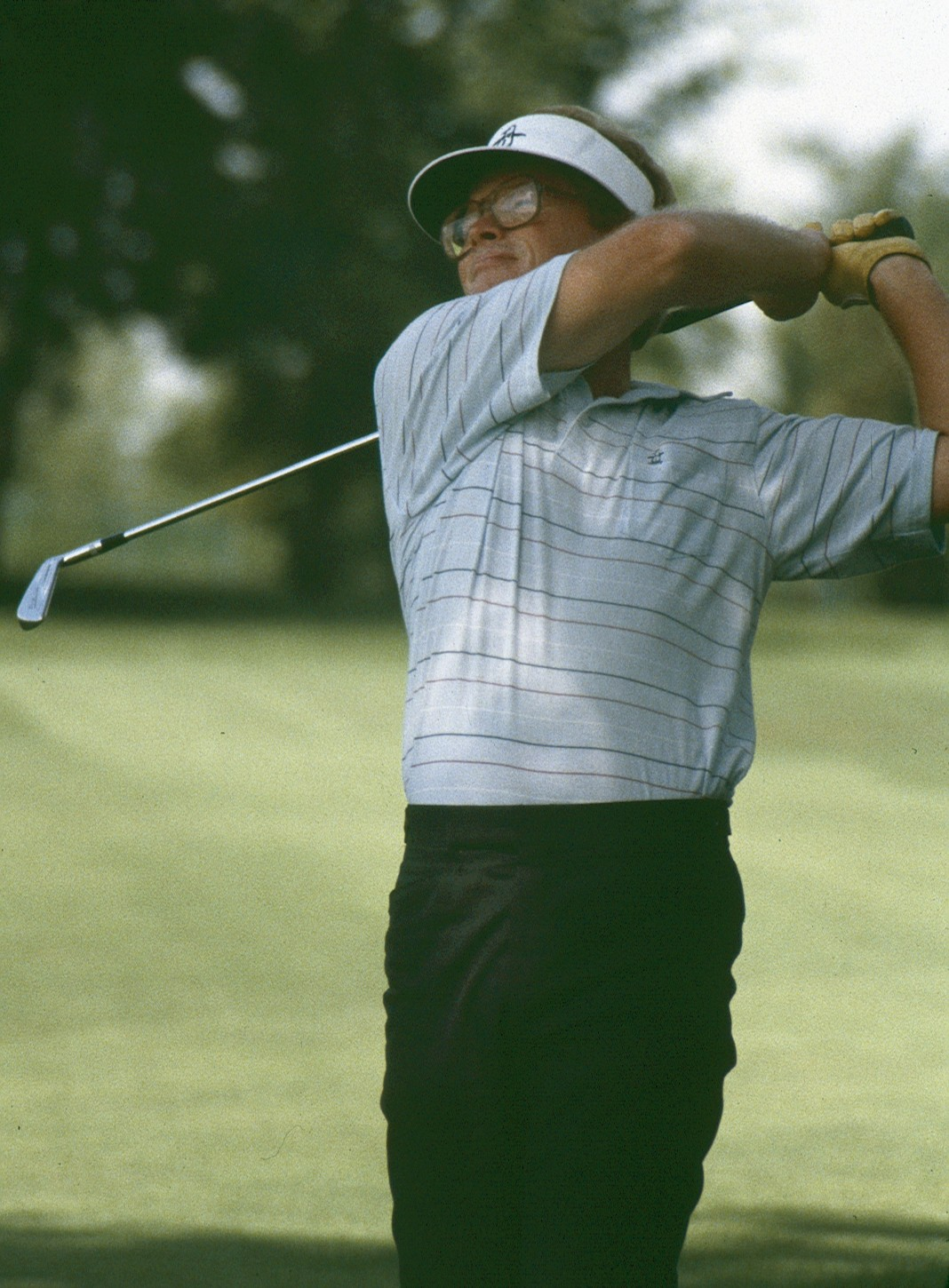
Tom Kite, USGA Senior record: 9 holes in 28 slagen (-7)

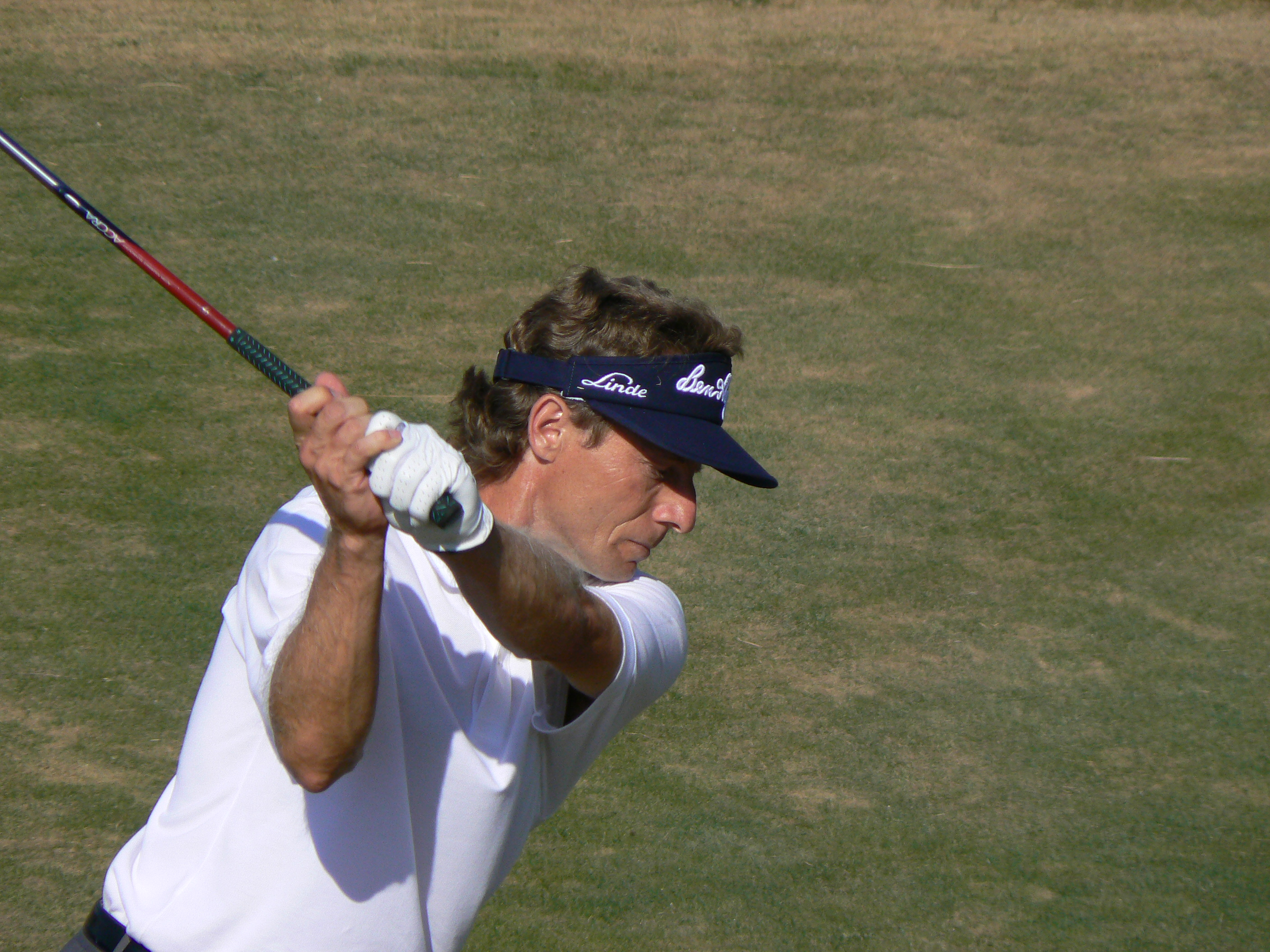
Bernhard Langer

Er stonden maar 19 buitenlanders op de deelnemerslijst maar David Frost trok zich na acht holes terug. Aan de leiding ging de 62-jarige Tom Kite na een mooie ronde van 65 (-5), waarbij hij een USGA Senior record vestigde van -8 over zijn eerste negen holes. Hij werd direct gevolgd door Bernhard Langer en Lance Ten Broeck. De vierde plaats  werd gedeeld door vier Amerikanen. Beste amateur was Sean Knapp met level par. In totaal bleven 28 spelers onder par.

#### Ronde 2
Lance Ten Broeck is in Europa een onbekende naam. Hij speelde vroeger op de PGA Tour en dit is zijn vijfde toernooi op de Champions Tour. Hij staat daar net in de top 150 van de Order of Merit. Toch speelde hij ronde 2 ook weer onder par en eindigde hij net boven Tom Kite op de 1ste plaats. Kite was -4 over zijn eerste negen holes, maar maakte daarna vier bogeys. 

De beste buitenlanders waren Bernhard Langer en Roger Chapman die met een score van 136 (-4) de derde plaats delen met vier Amerikanen. Ook de vier andere Europeanen zijn door naar het weekend. Twee amateurs plaatsten zich voor het weekend, Sean Knapp had een score van 142, Doug Hanzel van 143. Spelers met een score van 145 of meer doen niet meer in het weekend mee.

#### Ronde 3
Bernhard Langer  begon met vijf birdies in zeven holes. Na drie holes stond hij al gelijk met Ten Broeck, en daarna stond hij aan de leiding. Na 12 holes stond hij op -8. Op hole 13, een par 3, miste hij de green en dat werd een dubbel-bogey. Uiteindelijk maakte hij negen birdies, een bogey en een dubbel-bogey voor een ronde van 64. Volgens de statistieken waren zijn afslagen minder goed dan in ronde 1 en 2, maar had hij in ronde 3 slechts 28 putts nodig. 

Fred Couples maakte een ronde van 65 en steeg naar de 7de plaats. Tom Kite had +4 en zakte naar de 17de plaats.

#### Ronde 4
Roger Chapman was een van de twee spelers die vier rondes onder par speelde. Bij hem leidde dit tot een overwinning, bij Corey Pavin tot een gedeeld 2de plaats. Het is zijn tweede Major overwinning in 2012, eerder won hij het US Senior PGA Kampioenschap.
Zestien spelers eindigden het toernooi onder par. Doug Hanzel bleef ondanks een ronde van 75 de beste amateur.
- Leaderboard

| Speler           | Ronde 1 | Ronde 1 | Nr  | Ronde 2 | Ronde 2 | Totaal | Nr  | Ronde 3 | Ronde 3 | Totaal | Nr  | Ronde 4 | Ronde 4 | Totaal | Nr  |
| ---------------- | ------- | ------- | --- | ------- | ------- | ------ | --- | ------- | ------- | ------ | --- | ------- | ------- | ------ | --- |
| Roger Chapman    | 68      | -2      | T7  | 68      | -2      | -4     | T3  | 68      | -2      | -6     | T2  | 66      | -4      | -10    | 1   |
| Bernhard Langer  | 66      | -4      | T2  | 70      | par     | -4     | T3  | 64      | -6      | -10    | 1   | 72      | +2      | -8     | T2  |
| Corey Pavin      | 67      | -3      | T4  | 69      | -1      | -4     | T3  | 68      | -2      | -6     | T2  | 68      | -2      | -9     | T2  |
| Tom Lehman       | 70      | par     | T17 | 66      | -4      | -4     | T3  | 68      | -2      | -6     | T2  | 68      | -2      | -9     | T2  |
| Fred Funk        | 67      | -3      | T4  | 71      | +1      | -2     | T12 | 67      | -3      | -5     | T7  | 67      | -3      | -9     | T2  |
| John Huston      | 69      | -1      | T10 | 67      | -3      | -4     | T3  | 68      | -2      | -6     | T2  | 70      | par     | -6     | T6  |
| Lance Ten Broeck | 66      | -4      | T2  | 68      | -2      | -6     | 1   | 72      | +2      | -4     | 11  | 71      | +1      | -3     | T9  |
| Jay Haas         | 69      | -1      | T   | 68      | -3      | -3     | T9  | 68      | -2      | -5     | T7  | 72      | +2      | -3     | T9  |
| Fred Couples     | 72      | +2      | T39 | 68      | -2      | par    | T23 | 65      | -5      | -5     | T7  | 73      | +3      | -2     | T12 |
| Tom Kite         | 65      | -5      | 1   | 70      | par     | -5     | 2   | 74      | +4      | -1     | T17 | 69      | -1      | -2     | T12 |
| Dick Mast        | 68      | -2      | T7  | 68      | -2      | -4     | T3  | 69      | -2      | -5     | T7  | 74      | +4      | -1     | T15 |
| Tom Pernice Jr   | 67      | -3      | T4  | 71      | +1      | -2     | T12 | 66      | -4      | -6     | T2  | 75      | +5      | -1     | T15 |
| Steve Lowery     | 70      | par     | T17 | 68      | -2      | -2     | T12 | 70      | par     | -2     | T14 | 73      | +3      | +1     | T17 |
| Jeff Sluman      | 67      | -3      | T4  | 71      | +1      | -2     | T12 | 73      | +3      | +1     | T27 | 71      | +1      | +2     | T28 |
| Doug Hanzel (Am) | 71      | +1      | T28 | 72      | +2      | +3     | T49 | 71      | +1      | +4     | T47 | 75      | +5      | +9     | T53 |
| Sean Knapp (Am)  | 70      | par     | T17 | 72      | +2      | +2     | T35 | 76      | +6      | +8     | T61 | 74      | +4      | +12    | T60 |

| Leider |  | Toernooirecord |  | MC = missed cut = cut gemist |

## Spelers
Er doen 156 spelers mee.
| Automatisch geplaatst - Michael Allen - Chip Beck - Jay Don Blake - Olin Browne (2011) - Brad Bryant (2007) - Mark Calcavecchia - Russ Cochran - John Cook - Fred Couples - Allen Doyle (2005, 2006) - David Eger - Dave Eichelberger (1999) - Brad Faxon - Bruce Fleisher (2001) - Dan Forsman - Peter Fowler - David Frost - Fred Funk (2009) - Bob Gilder - Mike Goodes - Damon Green - Jay Haas - Gary Hallberg - John Huston - Hale Irwin (1998, 2000) - Tim Jackson (Am) - Peter Jacobsen (2004) - Steve Jones - Jong-Duck Kim - Barry Lane - Bernhard Langer (2010) - Louis Lee (Am) - Tom Lehman - Randal Lewis (Am) - Steve Lowery | - Chien Soon Lu - Graham Marsh (1997) - Larry Mize - Gil Morgan - Kiyoshi Murota - Larry Nelson - Gerry Norquist - Andrew Oldcorn - Mark O'Meara - Jerry Pate - Steve Pate - Corey Pavin - Tom Pernice Jr - Kenny Perry - Philip Pleat (Am) - Nick Price - Loren Roberts - Eduardo Romero (2008) - J R Roth - Ted Schulz - Peter Senior - Scott Simpson - Joey Sindelar - Jeff Sluman - Rod Spittle - Craig Stadler - Hal Sutton - Jim Thorpe - Kirk Triplett - Bob Tway - Bruce Vaughan - Denis Watson - Tom Watson - D.A. Weibring - Mark Wiebe - Fuzzy Zoeller | Gekwalificeerd - Adam Adams - Mitch Adcock - Fulton Allem - Ron Allen - Tommy Armour III - Tom Atchison - Andy Bean - John Bernel - Danny Briggs - Tom Byrum - Michael Castro - T.C. Chen - Rick Dewitt - Mike Donald - Joel Edwards - Brian Fogt - Ron Gonzales - Mike Gray - Roger Gunn - Mike Harwood - Mikael Hogberg - Gerry James - Mark Johnson - Bob Koch - Bob Lennon - Rick Lewallen - Andrew Magee - Dick Mast - Kirk Maunord - Bill Mory - Bob Niger - Rod Nuckolls - Dean Prowse - Mike Reid - Jim Rutledge - Ron Schroeder - Lance Ten Broeck - Robert Thompson - Dave Wettlaufer - Gary Wolstenholme | Amateurs - Jack Allari II - Matt Avril - Allen Barber - Dan Bieber - Dale Bouguennec - Bill Brafford - David Brown - James Camaione - Larry Daniels - Craig Davis - Peter Detemple - John Finnin - Bob Fulton - Tom Gieselman - Jack Hall - Doug Hanzel - Eddie Hargett - John Harris - Bobby Heins - Tim Jackson - Ron Kilby - Sean Knapp - Randy Lewis - Jamie Looper - Mark Morrison - Mike Nixon - David Nocar - Pat O'Donnell - Tom Phillips - Phil Pleat - David Prowler - Greg Reynolds - Marty Rifkin - Bob Royak - Brian Secia - Doug Snoap - Michael Turner - Dennis Webb |

Amateur Pleat was finalist in het US Senior Amateur Kampioenschap 2011.